# Stratiomydas rufiventris
Stratiomydas rufiventris is een vliegensoort uit de familie Mydidae. De wetenschappelijke naam van de soort is, geplaatst in het geslacht Mydas, voor het eerst geldig gepubliceerd in 1850 door Macquart.
De soort komt voor in Mexico, Costa Rica en Guatemala.